# Antipatro di Tessalonica
Antipatro di Tessalonica (Tessalonica, inizio I sec. a.C. – dopo il 4 d.C.?) è stato un poeta greco antico.

## Biografia
Della sua vita si sa poco; probabilmente visse nel periodo tardo ellenistico, mentre proconsole romano della Grecia era Lucio Calpurnio Pisone che, dopo il 15 a.C., lo nominò governatore di Tessalonica poiché sicuramente uomo in vista, istruito e di famiglia benestante.
Sicuramente Antipatro fu in buoni rapporti con la famiglia del principe, poiché celebrò la fondazione di Nicopoli, dopo la battaglia di Azio (31 a.C.), da parte di Augusto, al quale auguró la vittoria in un epigramma propemptico per la campagna contro i Parti del 20.
Infine, poiché un epigramma è dedicato a Gaio Cesare, morto nel 4 d.C. e non ci sono altre allusioni a eventi posteriori, si presume che Antipatro sia morto poco dopo.

## Epigrammi
Di Antipatro restano circa ottanta epigrammi di tipo dedicatorio, sepolcrale e descrittivo, oltre che erotici. Gli epigrammi, composti in uno stile grazioso e raffinato, non si distaccano, per toni e tematiche, dai coevi risultati di altri epigrammisti augustei.